# ICC Champions Trophy de 2025
O ICC Champions Trophy de 2025 será a nona edição do ICC Champions Trophy, um torneio de críquete, que será disputado pelas oito melhores equipes nacionais masculinas do One Day International (ODI). O torneio será organizado pelo Conselho Internacional de Críquete (ICC). O evento será sediado pelo Paquistão de 19 de fevereiro a 9 de março de 2025. O Paquistão é o atual campeão, tendo vencido a edição anterior em 2017.

## Histórico
Em 2016, o ICC cancelou a realização de futuras edições do Champions Trophy após o torneio de 2017, com o objetivo de ter apenas um grande torneio para cada formato de críquete internacional. No entanto, em novembro de 2021, foi anunciado que o torneio retornaria em 2025.
Em dezembro de 2022, Ramiz Raja, ex-presidente do Conselho de Críquete do Paquistão, recebeu aprovação do governo para a construção de um novo estádio de críquete de "alta tecnologia" em Islamabade para ser usado como um dos locais do torneio.
Em novembro de 2023, durante a Copa do Mundo de Críquete de 2023, os principais funcionários do Conselho de Críquete do Paquistão (PCB) se reuniram com o Conselho Executivo do ICC para solicitar indenização caso a equipe indiana de críquete se recuse a visitar o Paquistão para o torneio, alegando preocupações políticas e de segurança, e caso o torneio seja realizado em "modelo híbrido".
Em novembro de 2024, o Conselho de Controle de Críquete na Índia (BCCI) informou ao Conselho Internacional de Críquete (ICC) que a equipe indiana de críquete não viajará ao Paquistão para a competição devido a questões de segurança e desaprovação do Governo da Índia .

## País Sede
O Paquistão foi anunciado como sede do ICC Champions Trophy em 16 de novembro de 2021, durante a Copa do Mundo Masculina T20 do ICC de 2021. Esse será o primeiro torneio global em que o Paquistão será o único anfitrião desde o ataque de 2009 à seleção nacional de críquete do Sri Lanka ; O último grande torneio a ocorrer no país foi a Copa do Mundo de Críquete de 1996, coorganizada com a Índia e o Sri Lanka.

## Classificação
O Paquistão se classificou automaticamente para a competição por ser o anfitrião. A ele se juntaram as outras sete equipes mais bem classificadas da fase de grupos da Copa do Mundo de Críquete de 2023. Esta foi a primeira vez que o ex-campeão Sri Lanka não conseguiu se classificar para o torneio, enquanto o Afeganistão fará a sua primeira aparição na competição.
| Meio de classificação                                                                       | Data                                  | Equipes | Classificados                                                                 |
| ------------------------------------------------------------------------------------------- | ------------------------------------- | ------- | ----------------------------------------------------------------------------- |
| País sede                                                                                   | 16 de Novembro de 2021                | 1       | Paquistão                                                                     |
| Copa do Mundo de Críquete de 2023 (As 7 melhores equipes do torneio, excluindo o país sede) | 5 de outubro – 19 de novembro de 2023 | 7       | Afeganistão África do Sul Austrália Bangladesh Índia Inglaterra Nova Zelândia |
|                                                                                             |                                       | 8       |                                                                               |

## Locais
Em 28 de abril de 2024, três locais foram pelo Paquistão propostos para realizar o evento. Os locais são Carachi, Laore e Raualpindi . A Índia tem a programação de jogar todo o torneio em Lahore, mas a agenda agora é incerta devido à objeção da Índia em jogar no Paquistão devido a razões de segurança.
| Cidade     | Carachi                   | Laore           | Raualpindi                     |
| ---------- | ------------------------- | --------------- | ------------------------------ |
| Partidas   | 3                         | 7               | 5                              |
| Estádio    | Estádio Nacional, Carachi | Estádio Gaddafi | Estádio de críquete Raualpindi |
| Capacidade | 34.238                    | 27.000          | 15.000                         |

## Fase de grupos
O cronograma do próximo torneio ainda não foi finalizado e está sendo discutido. Isto ocorreu depois da Índia ter se recusado a viajar para o Paquistão, assim atrapalhando a organização do torneio no país.